# 仲根かすみ
仲根 かすみ（なかね かすみ、1982年4月3日 - ）は、日本の元グラビアアイドル、元タレントである。
本名、和田 可澄美（わだ かすみ）、旧姓、仲宗根（なかそね）。
大阪府東大阪市出身で、のちに東京都に転居。夫の和田毅と共に福岡県に在住。元ビッグアップル所属。

## 来歴
東大阪市立孔舎衙小学校卒業。東大阪市立孔舎衙中学校から転校。東京都目黒区立第八中学校、堀越高等学校卒業。

### 植可澄美名義
1992年
小学校4年生（10歳）の頃『とんねるずの生でダラダラいかせて!!』の「第3回セクシー小学生ゴングショー」に「植 可澄美」として参加して、「母親ゆずりのフラメンコ」を披露した。4人出場し、優勝は山本麻樹だった。
同年、山崎亜美、宮澤寿梨、東さとら「セクシー小学生コンテスト」出場者で結成されたねずみっ子クラブで、「植 可澄美」（出席番号4番）の芸名でデビュー。
1993年
1月21日と4月28日に2枚シングルCDを発売するが、約1年でグループの活動が終了した。
1994年
東大阪市在住の小学6年生の頃、『わいわいサタデー』（朝日放送）のコンテストコーナー「小学生美人コンテスト」で「植 可澄美」として出演した。

### 仲根かすみ名義
1996年
本名に近い仲根かすみの芸名に改名。主にグラビアを中心に活動。ショートカットの整った顔立ちと、アンバランスな豊かなDカップのバストでグラビアを中心に活躍。
1999年
以降はドラマやバラエティ番組、スポーツ番組、教育番組など幅広いジャンルで活動した。
2001年
10月27日、東京都内を巡るファン参加による4時間バスツアーが実施。
2002年
1月27日、「ラストアライブ」DVD発売記念イベントに出演した際に、4月から1年間『NHK教育テレビフランス語会話』に出演することが明かされた。
9月14日、20歳になった記念のムック写真集『YOUNG SUNDAY SPECIAL GRAPHIC VOL.2　仲根かすみ』の発売記念の握手会と、“かすみ20際”と題したイベントが開催された。
10月、仲根の新コンテンツ「Kasumi Film Project」（同年11月にスタート）で本人と共演するアイドル犬を決定する目的で、有線ブロードネットワークスとショウタイムで9月から10月にかけて、アイドル犬のネットオーディションを開催。仲根も審査員として参加した。
12月7日、初主演の映画『八月の幻』が公開される。
2004年
4月3日、22歳の誕生日に写真集『KASUMI-X』を発売し、同日に福家書店銀座店で記念握手会を実施した。
2005年
10月8日、『仲根かすみ2006カレンダー』の発売記念握手会を福家書店銀座店で実施した。
12月9日、写真集『SHIZUKU 雫』（講談社）発売。同日、写真集発売記念握手会を福家書店銀座店で実施した。その際「グラビアは大好きなのでまだまだやりたかったけれど、12月いっぱいで卒業します」と水着卒業を発表。事務所のスタッフとも話して決めたことを明かしている。
12月10日、福岡市内の区役所に婚姻届を提出。
12月11日、福岡ソフトバンクホークスの和田との結婚を発表。合わせて芸能活動の引退を表明した。福岡市内のホテルで和田と共に記者会見を開いた。2004年7月に共通の知人の紹介で知り合い、2005年夏前に和田からプロポーズしたと明かしている。
12月14日、出雲大社で挙式・出雲市内の某所で披露宴を行った。また実母も中日ドラゴンズ二軍監督（当時）でホークスOBの佐藤道郎と2005年に再婚したが、2015年に離婚している。
2006年
6月5日、第1子を妊娠していることが報道された。
9月13日午後、東京都内の病院で第1子（長女）を出産。
10月に『Pre-mo』（主婦の友社）11月号（2006年10月15日号）と、11月に『Pre-mo』（主婦の友社）12月号（2006年11月15日号）と2度に渡り、インタビュー記事と本人の妊娠中の姿が掲載される。出産までのエピソードや、妊娠期間に使用していたボディケア用品などお気に入りの商品を紹介した。
2010年
夫のメジャーリーグ移籍（ボルチモア・オリオールズ→シカゴ・カブス）に伴い、2011年オフから2015年までアメリカで家族と暮らす。
2014年
7月28日、夫がアメリカのシカゴ・カブスに所属して、地元シカゴで行われたコロラド・ロッキーズ戦では夫が先発出場し、仲根はスタンドで応援した。その日は渡米3年目でメジャー初勝利の日でもあった。
2015年
11月7日に夫の福岡ソフトバンクホークス入団が決定したため、日本へ帰国している。

## 人物

### 趣味・特技
- 趣味は料理（和食）[4]。
- 特技は水泳[4]、エアロビクス[4]。

### 嗜好
- 甘いものが大好きで、アイスクリームが何よりも好き[32]。イベントの前でもコンビニでアイスクリームを購入している[32]。

### 家族
- 2人姉妹の次女。6歳離れた姉[33]が一人いる。仲根が小学6年生で『わいわいサタデー』（朝日放送）の「小学生美人コンテスト」に出場した際、高校3年生（18歳）の姉が観覧席から応援している姿が放送された。
- 両親は沖縄県中頭郡嘉手納町出身[34]。その後母は2005年に元野球選手の佐藤道郎と再婚したが、2015年に離婚[25]。祖父がフランス人である。
- 愛犬家。タレント時代に実家で同居していたダックスフントとビデオ撮影や、インタビューに答えている[33]。

### エピソード
- 『わいわいサタデー』（朝日放送）の「小学生美人コンテスト」で仲根が紹介される番になり、サブ司会の桂きん枝から「君、ホンマに小学生か?」と声をかけられる。小学6年生当時でも高校3年生の姉とは身長がそれほど変わらず「洋服は一緒に着てます」と話し、「（身長が高いことについて）得なことは別にないんですけど、損の時は電車に乗ってる時に止められるんですよ。子供で。ちょっと待ちなさいとかって」と子供料金で乗車するため、駅員に声をかけられるエピソードを話した。またゴルフの打ちっぱなしにも行っているが、コースは回ったことはないと話している。
- 中学時代は水泳部で真っ黒に日焼けするほど頑張っていた[35]。高校時代は部活に入っていなかったが、一生懸命練習している同級生たちの姿を見ているとうらやましいと思っていた[35]。
- タレントとして働いていた頃は8時間睡眠で、普段は夜10時に寝ていると明かしている[32]。
- 2009年2月に夫がワールド・ベースボール・クラシック（WBC）に落選した時は一緒に悔しがった[36]。家族を陰で支え、喜ばせることが好きである[7][37]。

## 過去の出演

### テレビ
植可澄美名義
（一般人として）
- 『とんねるずの生でダラダラいかせて!!』

「第3回セクシー小学生ゴングショー」オーディションコーナー（1992年、小学校4年生の頃）
（ねずみっ子クラブ在籍時）
- とんねるずの生でダラダラいかせて!!（1992年 - 1993年、日本テレビ）
- 週刊SPA!（1993年1月20日）

（一般人として）
- わいわいサタデー（1994年、朝日放送）- コンテストコーナー「小学生美人コンテスト」に「植可澄美」名義で出演した。

仲根かすみ名義
- 美少女H（1998年、フジテレビ）
- 美少女H2（1998年、フジテレビ）
- ナオミ（1999年、フジテレビ） 佐伯あすか役
- サイコメトラーEIJI2 第5話（1999年、日本テレビ系） 中沢洋子役
- TEAM 第5話（1999年、日本テレビ系） 美穂役
- 天才てれびくんMAX（ゲストとして時々出演、NHK教育）
- YASHA-夜叉-（2000年、テレビ朝日系） 中西命役
- ラストアライブ（2001年、テレビ東京系）
- 土曜ワイド劇場『相棒2・警視庁ふたりだけの特命係』（2001年、テレビ朝日系）今宮典子役
- 感動ファクトリー・すぽると! 土曜日（2003年、フジテレビ）途中から若槻千夏と交互で出演
- フランス語会話（2002年 - 2003年、NHK教育）
- 土曜スタジオパーク（2002年11月2日にゲスト出演、2003年4月 - 2004年3月は司会として出演 NHK総合）

### ラジオ
- FMシアター「迷走ランナー」（2003年3月1日、NHK-FM）
- ヤングパーク（2004年4月3日 - 2005年3月26日、MBSラジオ）

### 映画
- 八月の幻（2002年）[38][39]
- GUN CRAZY 3：反逆者の狂詩曲（2003年）
- ほんとうにあった怖い話 怨霊 劇場版（2004年）
- リディック（アメリカ映画）の日本語版吹き替え（2004年）
- 夏の思い出（2006年） - 主演・かすみ 役

### 携帯サイト
- アイドルがイッパイ （アイパイ）

### CD
ねずみっ子クラブとして活動の頃
- 「ねずみ算がわかりません」C/W「ランドセル」1993年1月21日発売（オリコン43位）
- 「先生!鈴木くんがエッチなんです!」C/W「パパと結婚したかった」1993年4月28日発売（オリコン99位）

## DVD
- D-Splash! （2000年）
- G-taste・スペシャル版 VOL.1:ドラマ版（2001年）
- G-taste・仲根かすみ:イメージビデオ（2001年）
- 夏を探して（2001年）
- ラストアライブ（2001年）
- もういちど逢いたい（2002年）[32]
- ハタチの想い（2002年）
- 仲根かすみin尾道（2002年）
- 聖アリス学園・水着アタックでビーチを救え!（2002年）
- 夏とかすみと太陽と…（2002年）
- 仲根かすみのわんわんマニュアル（2002年）
- Chemin シュマン（2002年）
- La mer 〜メイキングオブ・八月の幻〜（2002年）
- DVDオリジナルアニメ「フロム I”s アイズ」（前編）（2002年）
- WPB-net DVD LIBRARY digital プレイボーイVol.2 仲根かすみ（2002年）
- DVDオリジナルアニメ「フロム I”s アイズ」（後編）（2003年）
- S'il vous plaît（2003年）
- PASSION（2003年）
- NHK外国語講座 新スタンダード40すぐ使える基本表現「フランス語会話」（2003年）
- 夏の終わりに（2003年）
- 仲根かすみ大図鑑（2003年）
- WPB-net REMIX DVD 仲根かすみ「SLOW LIFE,SWEET LOVE」（2004年）
- 予感 〜face〜（2004年）
- 仲根かすみ MEMORIES BOX「MERCI!」（2004年）
- Unplugged（2004年）
- VINTAGE 19+20+21（2004年）DVD+フォトブック
- 夏の思い出（2005年）

## 書籍
- 仲根かすみ主演 八月の幻 フォト・ストーリー・ブック（2002年、竹書房）
- まるごと仲根かすみ・スケジュールブック（2003年、ソニー・マガジンズ）
- 『Pre-mo』
  - （2006年11月号、主婦の友社）
  - （2006年12月号、主婦の友社）

### 写真集
- 17/あの夏。（1999年、ホーム社）
- 18/Mi Pasión（2000年、ホーム社）
- 花霞み（2001年、集英社）
- 20/Vas-y!（2002年、ホーム社）
- S'il vous plaît（2003年、竹書房）
- かすみ（2003年、竹書房）
- À LA MER 海へ（2003年、講談社）
- KASUMI-X（2004年、集英社）
- UNPLUGGED（2004年、学習研究社）
- SHIZUKU 雫（2005年、講談社）
- Quietdays（小学館）※ネット写真集

## グッズ

### トレーディングカード
- 『ボムカードハイパーデラックス「仲根かすみIII｣トレーディングカード・ギフトボックス』（2003年12月20日、発売元：プロデュース216、販売元：ムービック）[40]

### 抱き枕
- 『仲根かすみ超身大クッション』（2005年9月、 トライエックス）[41]

### フィギュア
- 『仲根かすみstyle』（2005年11月23日、発売：トライディア/販売：エフ.エイ.24）[19]